# Hato Schmeiser
Hato Albert Thomas Valentin Schmeiser (* 4. März 1968 in Neustadt an der Weinstraße) ist ein deutscher Wirtschaftswissenschaftler und Hochschullehrer. Der Schwerpunkt seiner Arbeit liegt im Versicherungswesen und Risikomanagement.

## Werdegang
Nach Ablegen des Abiturs begann Schmeiser 1987 sein Studium der Betriebswirtschaftslehre an der Universität Mannheim, das er 1993 abschloss. Anschließend wechselte er an die Universität Passau, an der er 1997 bei Jochen Wilhelm über Solvabilitätsvorschriften für Schadenversicherer auf europäischer Ebene promovierte. Nach Abschluss der Dissertation begann er eine Tätigkeit bei der GE Frankona, bei der er bis 1999 angestellt war. Anschließend kehrte er in das wissenschaftliche Arbeitsumfeld zurück und arbeitete als Assistent von Helmut Gründl am Lehrstuhl für Versicherungs- und Risikomanagement der Humboldt-Universität zu Berlin. 2003 habilitierte er dort unter dem Titel „Risiko-Controlling und wertorientierte Steuerung im Finanzdienstleistungssektor“.
Anschließend folgte Schmeiser einem Ruf der Universität Münster, bei der er ab 2004 Inhaber des Lehrstuhls für Betriebswirtschaftslehre war. 2005 wechselte er als Ordinarius für Betriebswirtschaftslehre an die Universität St. Gallen. Dort ist er Inhaber des Lehrstuhls für Risikomanagement und Versicherungswirtschaft und zudem Direktor des Instituts für Versicherungswirtschaft.